# El fantasma del paraíso
El Fantasma del Paraíso (Phantom of the Paradise) es una película musical dirigida por el director estadounidense Brian De Palma en 1974.

## Argumento
Tras un ensayo de la banda nostálgica de los años 50 , Juicy Fruits, el productor estrella Swan escucha al cantautor Winslow Leach interpretar una composición original: una canción de la cantata basada en la leyenda de Fausto. Swan cree que la música de Winslow es ideal para la inauguración de The Paradise, su nueva y esperada sala de conciertos, y encarga a su mano derecha, Arnold Philbin, que la robe.
Un mes después, Winslow acude a la sede de Swan, Death Records, para investigar su música, pero lo expulsan. Se cuela en la mansión privada de Swan, donde se realizan audiciones para cantantes. Allí conoce a Phoenix, un aspirante a cantante que Winslow considera perfecto para su música. Tras repetidos intentos de contactar con Swan, Winslow es golpeado, incriminado por tráfico de drogas y condenado a cadena perpetua en la prisión de Sing Sing . Le extraen los dientes y le ponen unos de metal.
Seis meses después, en Sing Sing, Winslow se derrumba al enterarse del éxito de Juicy Fruits y de que la banda abrirá el Paradise interpretando Faust. Escapa de la prisión en una caja de reparto y entra en el edificio de Death Records. Un guardia lo sobresalta mientras destruye los discos y las prensas, lo que le hace resbalar y caer de bruces contra una prensa, lo que le quema la mitad derecha de la cara y le destroza las cuerdas vocales . Escapa del estudio y cae al East River .
Un Winslow desfigurado se cuela en el departamento de vestuario de The Paradise y se pone una capa negra y una máscara plateada similar a la de un búho, transformándose en el Fantasma del Paraíso. Aterroriza a Swan y a sus músicos, casi matando a los Beach Bums (anteriormente Juicy Fruits, que cambiaron el doo-wop por la música surf ) con una bomba mientras tocan una versión reelaborada del Fausto de Winslow . El Fantasma se enfrenta a Swan, quien lo reconoce como Winslow y le ofrece la oportunidad de que su música se produzca a su manera. Swan le proporciona a Winslow una caja de voz electrónica, lo que le permite hablar y cantar. Swan le pide a Winslow que reescriba su cantata de Fausto con Phoenix en mente para el papel principal. Aunque Winslow está de acuerdo y firma un contrato de sangre, Swan rompe el trato.
Winslow termina Fausto , pero Swan reemplaza a Phoenix con una prima donna del glam rock llamada Beef. Swan roba la cantata terminada y encierra a Winslow dentro del estudio de grabación con una pared de ladrillos. Winslow escapa y se enfrenta a Beef en la ducha, amenazando con matarlo si vuelve a interpretar la música que compuso. Beef intenta huir, pero se ve obligado a actuar. Winslow electrocuta fatalmente a Beef con un rayo de utilería desde los bastidores. Horrorizado, Philbin ordena a Phoenix subir al escenario, donde su actuación recibe un aplauso entusiasta.
Después del espectáculo, Swan le promete a Phoenix el estrellato. Winslow la confronta y le implora que abandone El Paradise. Sin embargo, Phoenix ignora su advertencia. Winslow observa a Swan y Phoenix abrazados en la mansión de Swan. Desconsolado, se apuñala el corazón. Swan le explica a Winslow que no puede morir hasta que Swan muera. Winslow intenta apuñalar a Swan, pero este sale ileso, alegando que "también está bajo contrato".
La revista Rolling Stone anuncia la boda entre Swan y Phoenix durante el final de Fausto . Winslow descubre que Swan hizo un pacto con el Diablo en 1953: Swan conservará su juventud eternamente, y la grabación de su contrato envejecerá y se pudrirá en su lugar . La única forma de romper el hechizo es destruir el vídeo. Winslow se da cuenta de que Swan planea asesinar a Phoenix durante la ceremonia con el fin de hacer que su próximo disco se vuelva un éxito de ventas. Winslow destruye todas las grabaciones, incendiando la oficina de Swan, y se dirige a la boda.
Durante la boda, Winslow impide que el asesino alcance a Phoenix, pero la bala hiere mortalmente a Philbin. Winslow sube al escenario y le arranca la máscara a Swan, exponiéndolo como un monstruo en descomposición en directo. Swan, enloquecido, intenta estrangular a Phoenix, pero Winslow interviene y lo apuñala repetidamente. Swan muere, lo que ocasiona que la herida en el corazón de Winslow se vuelva a abrir y comience a desangrarse. Mientras Winslow muere, se arranca la máscara, exponiendo finalmente su rostro ante todos, quienes aplauden al creer que es parte del espectáculo. Phoenix reconoce a Winslow como el hombre del proceso de audiciones y lo abraza.
La última escena muestra a Winslow muriendo en brazos de Phoenix, mientras la audiencia festeja y ovaciona el espectáculo que contemplan.

## Reparto
- William Finley ... Winslow Leach/El Fantasma
- Paul Williams ... Swan, y la voz del fantasma en las canciones
- Jessica Harper ... Phoenix
- Gerrit Graham ... Beef
- Raymond Louis Kennedy ... Voz de Beef en las canciones
- George Memmoli ... Arnold Philbin
- Archie Hahn ... The Juicy Fruits / The Beach Bums / The Undead
- Rod Serling (sin acreditar) ... Narrador
- Janus Blythe ... Groupie
- Mary Margaret Amato ... Groupie de Swan

## Números Musicales
La banda sonora de la película, incluye las siguientes canciones, interpretadas por el elenco.
1. "Goodbye, Eddie, Goodbye" – The Juicy Fruits
2. "Faust" – Winslow
3. "Never Thought I'd Get to Meet the Devil" – Winslow
4. "Faust" (1st Reprise) – Winslow, Phoenix
5. "Upholstery" – The Beach Bums
6. "Special to Me" – Phoenix
7. "Faust" (2nd Reprise) – The Phantom
8. "The Phantom's Theme (Beauty and the Beast)" – The Phantom
9. "Somebody Super Like You" (Beef construction song) – The Undead
10. "Life at Last" – Beef
11. "Old Souls" – Phoenix
12. "The Hell of It" (plays over end credits) – Swan